# Gebesee
Gebesee è un comune di 2 105 abitanti della Turingia, in Germania.
Appartiene al circondario (Landkreis) di Sömmerda (targa SÖM) ed è parte della comunità amministrativa (Verwaltungsgemeinschaft) di Gera-Aue.

## Geografia fisica
Ai confini del territorio comunale il fiume Gera confluisce nell'Unstrut.